# Deva (budismo)

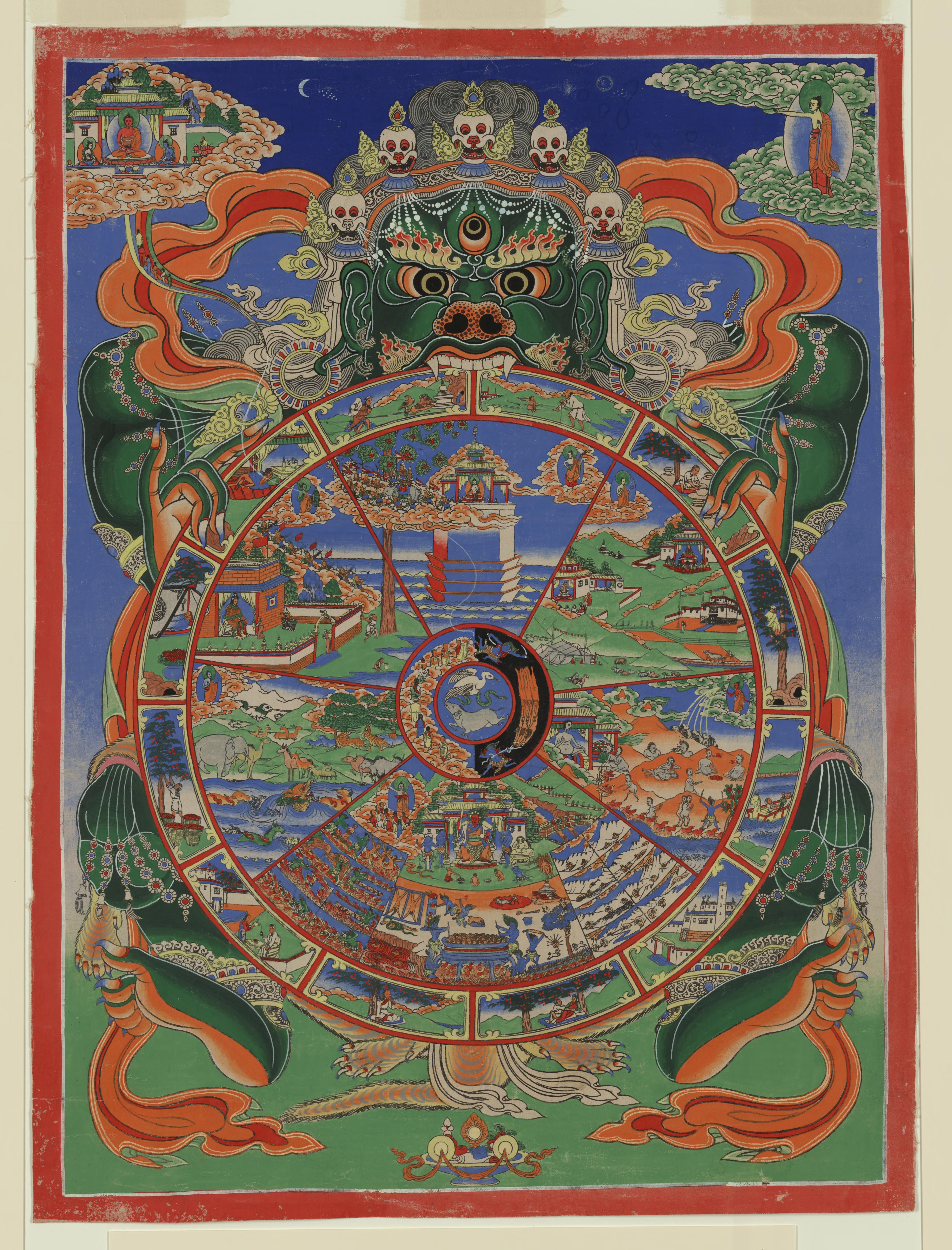
O Reino dos Devas é o mais nobre de Samsara

Um deva (sânscrito e pali), no budismo, é um dos diferentes tipos de seres não-humanos. São mais poderosos, vivem mais e, no geral, têm uma existência mais satisfeita que a média dos seres humanos.
Sinônimos em outras línguas incluem o tibetano lha, o chinês tiān, o coreano cheon e o japonês ten. Outras palavras usadas em escrituras budistas se referem a seres sobrenaturais similares como devatā ("deidade") e devaputra (Pali: devaputta, "filhos dos deuses"). Não é claro qual a distinção entre esses termos.

## Poderes dos devas
De uma perspectiva humana, os devas são invisíveis a olho nu. Mas a proximidade de um deva poderia ser detectada por pessoas que conseguiram abrir o “divya-cakshus” (Pali: dibbacakkhu, "terceiro olho"). Esse é um dom extra-sensorial que permitiria enxergar seres de outros planos. Suas vozes também poderiam ser ouvidas por aqueles que treinaram um poder similar no ouvido.
A maioria dos devas é também capaz de construir formas ilusórias pelas quais eles podem se manifestar diante de seres de mundos inferiores. Devas superiores e inferiores têm inclusive de fazer isso entre eles.
Os devas não requerem o mesmo tipo de alimento que os humanos, apesar de os mais inferiores comerem e beberem. Os tipos superiores de devas brilham com sua própria luminosidade intrínseca.
Os devas são também capazes de se locomoverem por grandes distâncias rapidamente e de voar, apesar de os Devas inferiores às vezes conseguirem fazer isso com o uso de auxílios mágicos como uma carruagem voadora.

## Tipos de deva
O termo deva não se refere a uma classe natural de seres mas é definida de modo antropocêntrico para incluir todos os seres mais poderosos ou mais bem-aventurados que os humanos. Ele inclui vários tipos bem diferentes de seres, seres estes que podem ser alinhados hierarquicamente. As classes inferiores desses seres são mais próximas em sua natureza com os humanos que com as classes superiores de devas.
Os devas se enquadram em três classes, dependendo de em qual dos três dhātus ou "reinos" do universo eles nascem.
Os devas de Ārūpyadhātu não têm quer forma física, quer localização e habitam em meditação em entidades sem forma. Eles alcançam tal estágio ao atingirem avançados níveis de meditação em outra vida. Eles não interagem com o restante do universo.
Os devas de Rūpadhātu possuem formas físicas, mas são assexuados e sem paixões. Eles vivem em um grande número de "céus" ou mundos-deva, que sobem, nível por nível, sobre a Terra. Eles podem ser divididos em cinco grupos principais:
- Os devas Śuddhāvāsa são o renascimento de Anāgāmins, praticantes religiosos Budistas que morreram logo após atingirem o estágio de Arhat. Eles guardam e protegem o Budismo na Terra e passarão à iluminação como Arhats quando fizerem a passagem dos reinos Śuddhāvāsa. O mais elevado desses mundos é chamado de Akaniṣṭha.
- Os devas Bṛhatphala permanecem no tranqüilo estágio atingido no quarto dhyāna.
- Os devas Śubhakṛtsna permanecem na bem-aventurança do terceiro dhyāna.
- Os devas Ābhāsvara apreciam as delícias do segundo dhyāna.
- Os devas Brahmā (ou simplesmente Brahmās) participam nos prazeres mais ativos do primeiro dhyāna. Eles também são mais interessados e envolvidos com o mundo inferior que qualquer dos devas superiores e às vezes intervém com conselhos.

Cada um desses grupos de mundos-deva contém graus diferentes de devas mas todos os que pertencem ao mesmo grupo podem interagir entre si e se comunicarem uns com os outros. Por outro lado, os grupos inferiores sequer sabem da existência dos mais elevados. Por essa razão, alguns dos Brahmās ficaram orgulhosos, imaginando-se os criadores dos mundos que estão abaixo deles (por terem vindo a existir antes desses mundos).
Os devas de Kāmadhātu possuem formas físicas similares porém maiores que os humanos. Eles levam o mesmo tipo de vida que os humanos, apesar de serem mais longevos e geralmente mais satisfeitos, estando de fato às vezes submersos em prazeres. Estes são os dhātu sobre os quais Māra tem maior influência.
Os devas mais elevados de Kāmadhātu vivem em quatro céus que flutuam no ar, deixando-os livres para fazer contato com as disputas do mundo inferior. Eles são:
- Os devas Parinirmita-vaśavartin , devas luxuriosos aos quais Māra pertence;
- Os devas Nirmāṇarati;
- Os devas Tuṣita, entre os quais o futuro Maitreya vive;
- Os devas Yāma.

Os devas inferiores de Kāmadhātu vivem em diferentes partes da montanha no centro do mundo, Sumeru. Eles são ainda mais passionais que os mais elevados e não apenas se divertem como se envolvem em disputas e lutas. São eles:
- Os devas Trāyastriṃśa, que vivem no pico de Sumeru e são algo parecidos com os deuses olímpicos. Seu líder é Śakra.
- Os devas Cāturmahārājikakāyika, que inlcuem os reis marciais que guardam os quatro cantos da Terra. O chefe desses reis é Vaiśravaṇa, mas todos, em ultima instância, se reportam a Śakra. Eles também incluem quatro tipos de semi-deuses terrestres ou espíritos-da-natureza: Kumbhāṇḍas, Gandharvas, Nāgas e Yakṣas.

Às vezes incluídos entre os devas e outras vezes colocados em uma categoria diferente são os Asuras, os oponentes dos dois grupos precedentes de devas, cuja natureza é estar continuamente envolvidos em guerra.
Diz-se que os humanos originalmente tinham muitos dos poderes dos devas: não requerer comida, a habilidade de voar e brilhar pela sua própria luz. Com o tempo eles passaram a comer alimento sólido, seus corpos ficaram mais densos e seus poderes desapareceram.

## Devas versus deuses
Apesar de a palavra "deva" ser geralmente traduzida como "deus" (ou, ocasionalmente, "anjo") em Português, devas Budistas diferem-se de "deuses", "Deus" ou "anjos" de religiões ocidentais do passado e do presente em muitas e importantes formas.
- Devas Budistas não são imortais. Eles vivem por muito tempo, porém são finitos, levando de centenas a bilhões de anos. Quando eles morrem, eles são renascidos como outro tipo de criatura, possivelmente um outro tipo de deva, ou talvez um humano ou algo mais.

- Devas Budistas não criam nem moldam o mundo. Eles veem a existência baseados em seus karmas passados, e eles são tão sujeitos as leis da natureza de causa e efeito quanto qualquer outro ser no universo. Eles também não tem papel nas periódicas dissoluções de mundos.

- Devas Budistas não são encarnações de uma entidade menor ou manifestações de uma Entidade monoteísta. Tampouco são símbolos. Eles são considerados, como humanos, indivíduos distintos com suas próprias personalidades e caminhos de vida.

- Devas Budistas não são oniscientes. Seus conhecimentos são inferiores do que os de um Buda completamente iluminado, e eles desconhecem qualquer coisa sobre mundos além de seu próprio.

- Devas Budistas não são todo-poderosos. Seus poderes tendem a ser limitados em seus próprios mundos, e eles raramente intervém em assuntos humanos. Quando eles fazem, é geralmente mais como um conselho silencioso do que uma intervenção física.

- Devas Budistas não são moralmente perfeitos. Os devas dos mundos de Rūpadhātu não possuem paixões e desejos humanos, e alguns deles são capazes de ignorância, arrogância e orgulho. Os devas dos mundos inferiores de Kāmadhātu experimentam os mesmos tipos de paixões que os humanos tem, incluindo (nos mundos mais baixos) luxúria, inveja e raiva. É, na verdade, suas imperfeições nos reinos mental e moral que causam suas ressurreições nestes mundos.

- Devas Budistas não são venerados. Apesar de alguns indivíduos entre os devas serem criaturas de grande autoridade moral e prestígio e assim mantendo um grande nível de respeito, nenhum deva pode ser um refugiado ou mostrar uma forma de escapar do Samsara ou ainda controlar o renascimento de alguém. As maiores honras são reservadas para as Três Joias de Buda, Dharma e Saṅgha.

## Os Devas e os praticantes budistas
Os Devas podem ser ajudados pelos praticantes budistas que lhes oferecem os oito tipos de substâncias:
1. Águas minerais puras para beber
2. Águas medicinais para os pés
3. Águas-de-colônia perfumadas e variadas
4. Flores macias, exóticas e belas
5. Incensos refinados sem ingredientes de origem animal
6. Luzes de todo espectro, amenas, fortes ou decorativas
7. Alimentos de todos os sabores, texturas, formas e preferências de tempero
8. Músicas de todos os tempos e lugares

Como os Devas são seres da natureza e, às vezes, responsáveis por ela, quaisquer ações que harmonizem o meio ambiente, desde o mais próximo até as longínquas galáxias, ou evitem a sua deterioração estarão criando interdependências virtuosas com estes seres.

## Os sofrimentos dos Devas
Os Devas não sentem os sofrimentos comuns (como a dor física que necessita de neurônios associados aos cinco sentidos), mas ainda possuem o sofrimento da mudança e o sofrimento intelectual por não dominarem a sabedoria última e absoluta. Estes sofrimentos mentais relativos à ideia da morte se comparam aos piores sofrimentos do inferno em que não há descanso.
O principal sofrimento destes magníficos seres está associado com a ansiedade advinda ao perceber sinais que indicam que suas vidas estão no fim, pois como já se encontram em esferas muito sublimes, é muito difícil que seu próximo renascimento não seja em um reino inferior ao dos Devas[carece de fontes?]. Os principais sinais de que suas vidas estão no fim surgem quando os outros Devas recebem muito mais presentes e oferendas. Ao final de suas vidas, os outros Devas oferecem guirlandas aos que padecem e se afastam.
Os Devas possuem acesso a árvores que realizam todos os desejos e os invejosos Asuras estão constantemente entrando em guerra com os Devas para tentar adquirir suas joias celestiais. Em guerra, os Devas superiores costumam invadir as casas dos Devas inferiores. Um Deva só é morto em batalha se lhes forem cortadas as suas cabeças.
Todos os bondosos seres possuem, em graus diferentes, os seis tipos de venenos mentais que são causas de infelicidade:
1. O desejo ou apego
2. A aversão
3. O orgulho
4. A ignorância
5. A dúvida
6. As cinco convicções incompletas
  1. A convicção de que a essência do eu coexiste com o que morre
  2. As convicções extremas como a do niilismo e a do fatalismo[4]
  3. A convicção de que o existente é supremo
  4. As convicções de éticas e comportamentos supremos
  5. As convicções próprias e incompletas de um eu

Todos os bondosos seres passam pelos seis tipos de sofrimentos que são as consequências de uma mente não iluminada:
1. O sofrimento das dúvidas e incertezas
2. O sofrimento de não se conseguir obter tudo o que é desejado
3. O sofrimento de ter que continuamente mudar de corpo
4. O sofrimento do nascimento
5. O sofrimento de subir e descer, melhorar e piorar
6. O sofrimento da morte

## Confundidos com Devas
O mundo da meditação e prática budista inclui vários tipos de criaturas chamadas "deuses", mas elas são distintas dos devas.
- Bodhisattvas – Um bodhisattva pode ser um deva em uma vida em particular, mas bodhisattvas não são "essencialmente" devas, e se eles acabam sendo devas é apenas o curso de nascer de várias formas em diferentes mundos o tempo todo. Um bodhisattva normalmente nasce como humano ou animal, e é apenas distinguido por criaturas pela certeza de que, depois de muitas vidas, o bodhisattva renascerá como um Buda.  Por exemplo, o atual bodhisattva do céu de Tuṣita é atualmente um deva. Em sua próxima vida, ele renascerá como um humano - O Buda Maitreya. Bodhisattvas avançados também são capazes de se manifestar em uma grande variedade de formas, incluindo formas de devas, dependendo das circunstâncias.

- Yidams – Estas entidades meditacionais algumas vezes tomam forma de um deva comum e às vezes aparece como um bodhisattva, mas eles são em todos os casos manifestações de mentes iluminadas nas quais o meditante tenta se unir.

- Budas – Um Nirmāṇakāya Buda (Buda fisicamente manifestado) é sempre humano e não um deva, uma vez que a condição correta de obter a iluminação suprema não existe em mundos-deva. Um Buda Sambhogakāya tem a "forma" de um deva muito avançado, mas não existe no universo, sujeito a morte e nascimento, como todos os devas. O Dharmakāya está acima de todos os mundos e limitações